# Bewitched (schwedische Band)

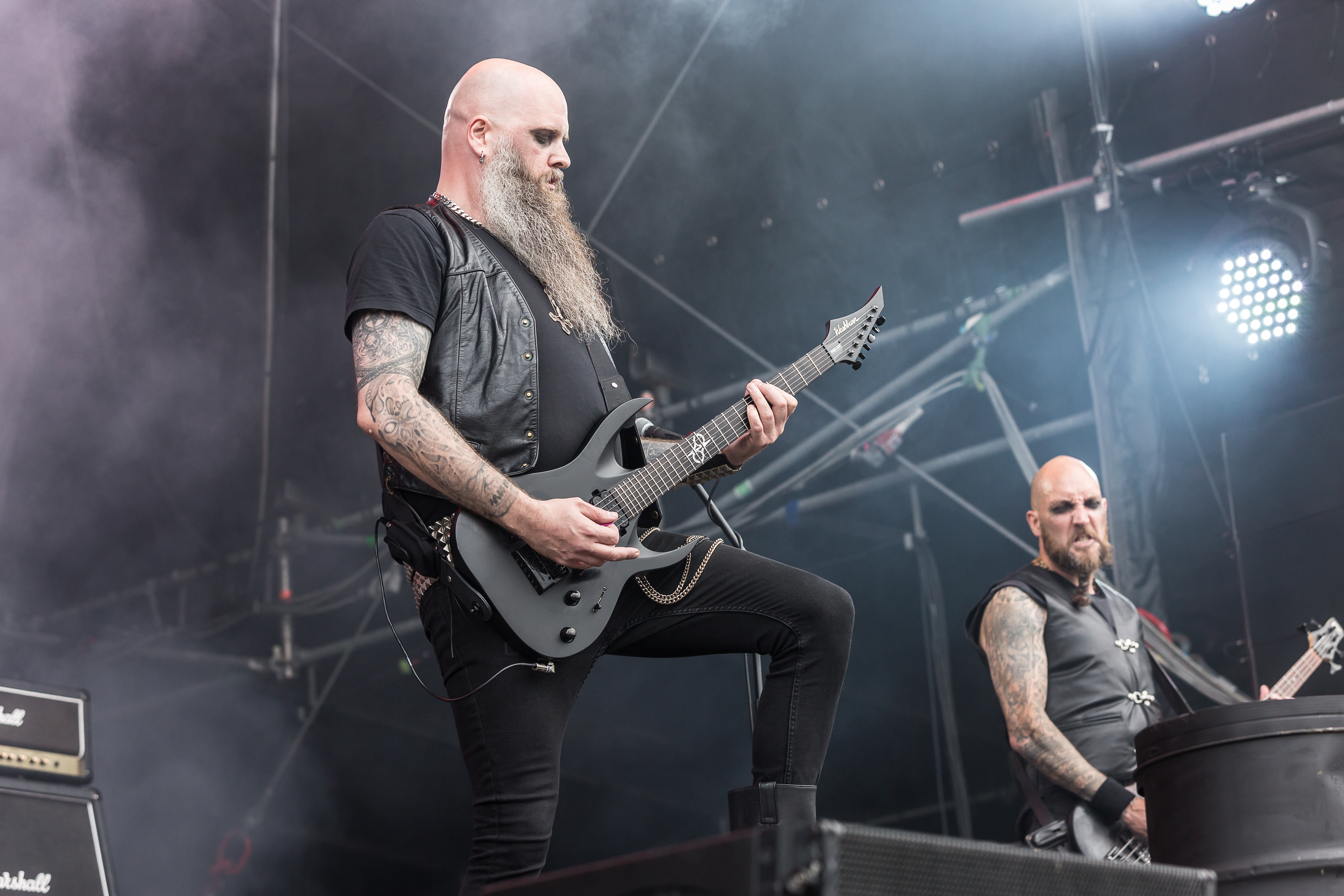
Marcus Norman und Kristofer Olivius

Bewitched ist eine schwedische Black- und Thrash-Metal-Band aus Umeå, die im Jahr 1995 gegründet wurde.

## Geschichte
Die Band wurde im Jahr 1995 gegründet. Noch im selben Jahr nahmen sie das Demo Hellspell auf und erreichten dadurch einen Vertrag mit Osmose Productions. Das Debütalbum Diabolical Desecration wurde im selben Jahr aufgenommen und im Folgejahr veröffentlicht. 1996 folgte eine Tour durch Europa zusammen mit Ancient Rites, Sacramentum und Enthroned. Im selben Jahr erschien außerdem die EP Encyclopedia of Evil.
1997 folgte das zweite Album Pentagram Prayer. Zudem verließ Gitarrist Blackheim die Band. Es folgte eine weitere Tour mit Enslaved, Dark Tranquillity, Swordmaster, Demoniac und Dellamorte. Danach folgten die Aufnahmen zum Live-Album Hell Comes to Essen, das im Folgejahr veröffentlicht wurde. 1998 spielte die Band außerdem auf dem Dynamo Open Air. Das nächste Album At the Gates of Hell folgte im Jahr 1999. Zudem spielte die Band auf dem Wacken Open Air und hatte einen Auftritt in Mexiko-Stadt. Im Jahr 2000 trat Gitarrist Hellfire der Band bei. Das nächste Album folgte im Jahr 2002 und trug den Namen Rise of the Antichrist. Zudem spielte die Band auf dem Party San Open Air. 2003 erreichte die Band einen Vertrag mit Regain Records und veröffentlichte über dieses Label die EP Atrocities in A-Minor.
Das bisher letzte Album erschien im Jahr 2006 und trug den Namen Spiritual Warfare.

## Stil
Die Band spielt eine Mischung aus Black- und Thrash-Metal, wobei die Werke als „primitiv“ beschrieben werden. Die Lieder bewegen sich oft im mittleren Tempo, wobei der Einsatz von Doublebass charakteristisch ist.

## Diskografie
- Hellspell (Demo, 1995, Eigenveröffentlichung)
- Diabolical Desecration (Album, 1996, Osmose Productions)
- Encyclopedia of Evil (EP, 1996, Osmose Productions)
- Pentagram Prayer (Album, 1997, Osmose Productions)
- Hell Comes to Essen (Live-Album, 1998, Osmose Productions)
- At the Gates of Hell (Album, 1999, Osmose Productions)
- Diabolical Desecration + Encyclopedia of Evil (Kompilation, 2002, Osmose Productions)
- Rise of the Antichrist (Album, 2002, Osmose Productions)
- Atrocities in A-Minor (EP, 2004, Regain Records)
- Spiritual Warfare (Album, 2006, Regain Records)